# Heiban (Sprache)
Heiban (auch Ebang oder Abul genannt) als Einzelsprache ist die Sprache des Volkes der Heiban oder Ebang, das in den Nubabergen in Sudan lebt und zu den als „Nuba“ bezeichneten Völkern zählt.